# ロドルフ・ラドー
ロドルフ・ラドー（Jean Charles Rodolphe Radau、1835年1月22日 – 1911年12月21日）は、ドイツ生まれで、フランスで活動した数学者・天文学者。天体力学の分野に貢献した。大気の屈折率の高度による差のために天体の見かけの位置が変わる現象である大気差の表、ラドー表に名前が残っている。フランスの天文学雑誌 Bulletin Astronomiqueの創刊者のひとりである。
東プロシアのAngerburg（現在はポーランドのw:Węgorzewo）に生まれた。ケーニヒスベルクで学び、3体問題を研究した後、パリに移った。1871年に数学の分野の研究によって博士号を得た。
フランス科学アカデミーから1892年に月の運動の惑星の重力による摂動の研究によってダモアゾー賞を受賞した。